# Ministerio de Desarrollo Digital, Comunicaciones y Medios Masivos de Rusia
El Ministerio de Desarrollo Digital, Comunicaciones y Medios Masivos de la Federación de Rusia (en ruso, Министерство цифрового развития, связи и массовых коммуникаций Российской Федерации), abreviado como Ministerio de Asuntos Digitales de Rusia (en ruso, Минцифры России), es uno de los veintiún ministerios del Gobierno de la Federación de Rusia con funciones de ministerio de Comunicaciones.
Es la agencia federal de Rusia encargada del desarrollo e implementación de las políticas públicas y legales en el campo de las Tecnologías de la información y la comunicación (TICs) —contando el uso de la información tecnologías en la formación de recursos de información estatales y asegurar el acceso a ellos—, telecomunicaciones, correo postal, medios de comunicación de masas a través de radiodifusión o internet, actividades de publicación o impresión, procesamiento de datos personales, administración de las empresas paraestatales que prestan servicios de TICs y garantizar su acceso, así como que la información pública no afecte los derechos de los niños.

## Denominaciones anteriores
- Ministerio de Correos y Telégrafos del Imperio Ruso (1865-1881)
- Departamento Postal del Ministerio del Interior del Imperio Ruso (1881-1884)
- Dirección principal de Correos y Telégrafos del Ministerio del Interior del Imperio Ruso (1884-1917)
- Ministerio de Correos y Telégrafos del Gobierno Provisional de Rusia (1917)
- Ministerio de Comunicaciones de la URSS (1932-1991)
- Ministerio de la RSFSR de Comunicaciones, Informática y Espacio (1990-1991)
- Ministerio de Comunicaciones de la Federación de Rusia (1991-1997)
- Comité Estatal de Comunicaciones e Informatización de la Federación de Rusia (1997-1999)
- Comité Estatal de Telecomunicaciones de la Federación de Rusia (1999)
- Ministerio de Comunicaciones e Informatización de la Federación de Rusia (1999-2004)
- Ministerio de Tecnologías de la Información y Comunicaciones de la Federación de Rusia (2004-2008)
- Ministerio de Comunicaciones y Medios de Comunicación de la Federación de Rusia (2008-2018)

## Lista de sus titulares
| Ministro          | Periodo                                            |
| ----------------- | -------------------------------------------------- |
| Igor Shchyogolev  | 12 de mayo de 2008-20 de mayo de 2012              |
| Nikolay Nikiforov | 21 de mayo de 2012-18 de mayo de 2018              |
| Konstantin Noskov | 18 de mayo de 2018-15 de enero de 2020             |
| Konstantin Noskov | 15 de enero de 2020-21 de enero de 2020 (interino) |
| Maxut Shadayev    | Desde el 21 de enero de 2020                       |